# Rosa xanthina
Espèce
Rosa xanthina, le Rosier mandchou, est une espèce de plantes à fleurs de la famille des Rosaceae. C'est un rosier, classée dans la section des Pimpinellifoliae, originaire du nord de la Chine et de Corée. Il est parfois appelé aussi rosier du père Hugo, en raison de sa forme synonyme Rosa hugonis Hemsl., dédiée au missionnaire botaniste irlandais le père Hugo (1851-1928). Il forme des boules denses de fleurs jaunes, en avril-juin.
Le premier rosier de cette espèce, qui a été introduit en Europe en 1906 sous le nom  de Rosa slingeri, était un rosier cultivé trouvé dans un jardin.

## Étymologie et histoire de la nomenclature
Le nom de genre Rosa vient du latin rosa « rose, rosier », terme employé par Pline,  Hist. Nat., XXI, 16.
L’épithète spécifique xanthina vient du grec ξανθος xanthos « jaune ».
En 1866, en explorant la Mongolie méridionale, le missionnaire botaniste Armand David découvre un rosier à fleur jaune dont il récolte les fruits. Dans une Note citée par A. Franchet, le père David caractérise ce rosier par ses « Fleurs jaunes, odorantes ; tiges de 2 à 3 mètres. Ce joli rosier aux mille fleurs est excessivement abondant dans toute cette chaîne de montagnes [Mongolie, Toumet et Sartchy]...J’ai vu des spécimens de cette Rose à fleurs jaunes et double cultivée à Pékin ; elle ne diffère de la plante de Mongolie que par la multiplication des pétales et ses folioles qui sont parfois un peu plus grandes » (Plantae Davidianae ex sinarum imperio). 
Franchet, le botaniste du Muséum qui à Paris, se chargeait d’analyser les herbiers envoyés par le père David, donna une description latine précise de ce spécimen sauvage de rosier jaune de Mongolie sous le nom de R. xanthina, Lindley.
Car en 1820, près d’un demi-siècle auparavant, John Lindley avait décrit un rosier à fleurs jaunes qu’il avait appelé Rosa xanthina, en se basant sur un dessin chinois d’un rosier à fleurs doubles jaunes. Il en donna une description en quelques mots: « Rosa xanthina. Hab. en Chine. Un rosier avec toutes les apparences de R. spinosissima, sauf qu’il n’a pas de setae [soie] et qu’il a des fleurs doubles de la couleur de R. sulphurea ».
Ce rosier à fleurs doubles resta pratiquement inconnu jusque ce que Frank N. Meyer ne l’envoie de Pékin à Washington en 1907. Il fleurit pour la première fois à l’Arboretum Arnold en 1915.
Nom vernaculaire chinois 黄刺玫 huang ci mei.

## Formes subspécifiques
D’après Tropicos, il faut distinguer :
- Rosa xanthina f. spontanea, le type sauvage qui croît dans le nord de la Chine et en Mongolie et qui fut récoltée par le père David lors de son exploration naturaliste en Mongolie intérieure en 1866.
- Rosa xanthina f. xanthina, la forme type, qui n'existe pas dans la nature, se distingue, en mai et juin, par ses fleurs semi-doubles ou doubles (jusqu'à 20 pétales), jaune d'or, de 4 à 5 cm de  diamètre[6].
- Rosa xanthina f. normalis Rehder et EH Wilson

Comme le nom Rosa xanthina fut appliqué initialement à la forme double cultivée, la forme simple fut aussi nommée Rosa xanthina f. normalis et désigne l’espèce distribuée de l’Afghanistan et le nord de la Chine. Elle fut introduite originellement dans les jardins de Kew en 1880 par des graines récoltées par une expédition britannique en Afghanistan.
Variétés :
- Rosa xanthina 'Canary Bird' est un cultivar de Rosa xanthina qui a la particularité de fleurir très tôt, dès le début avril.
- Rosa xanthina var. ecae (Aitch.) Boulenger
- Rosa xanthina var. kokanica Boulenger

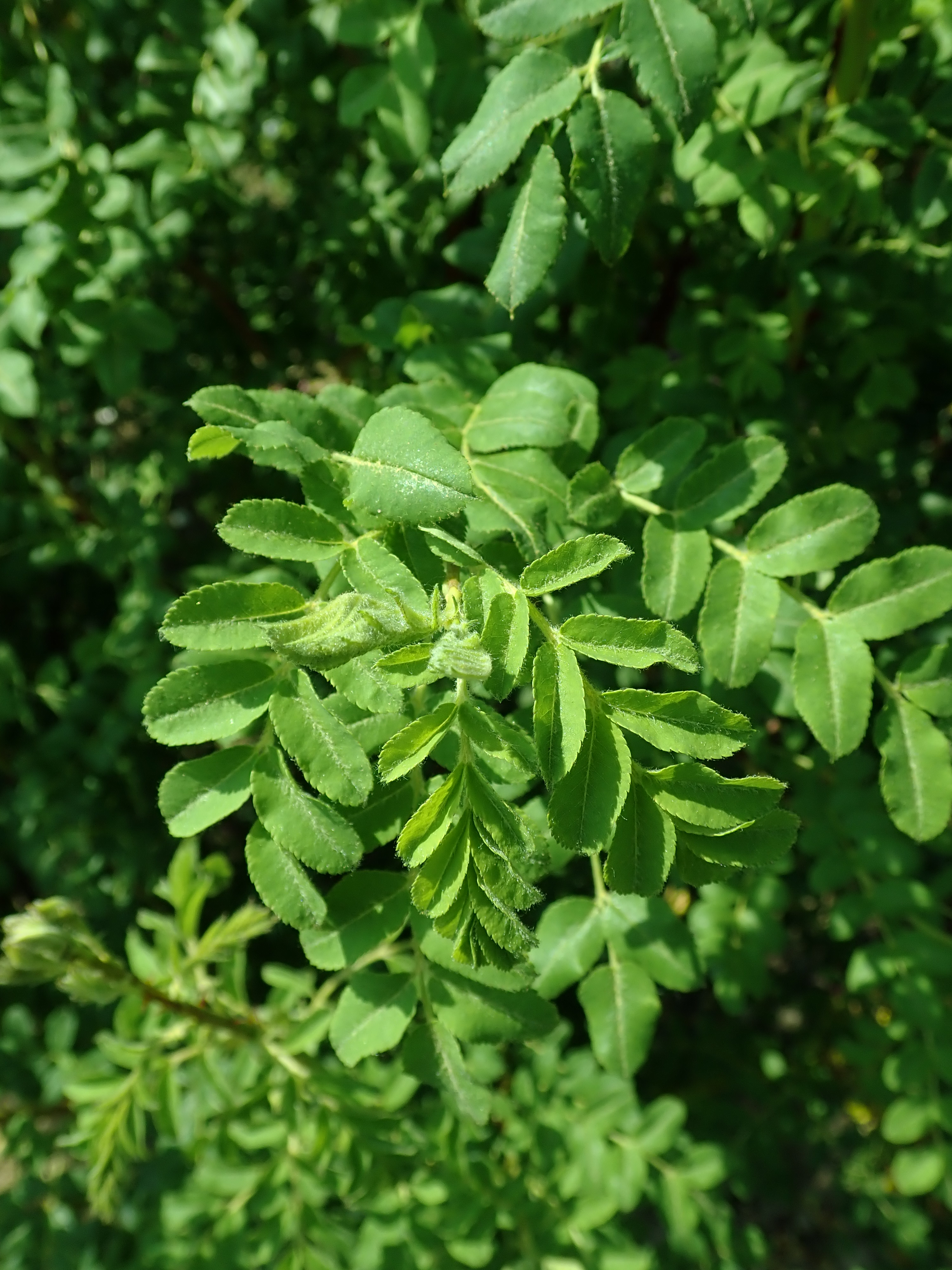
R. xanthina f. spontanea.
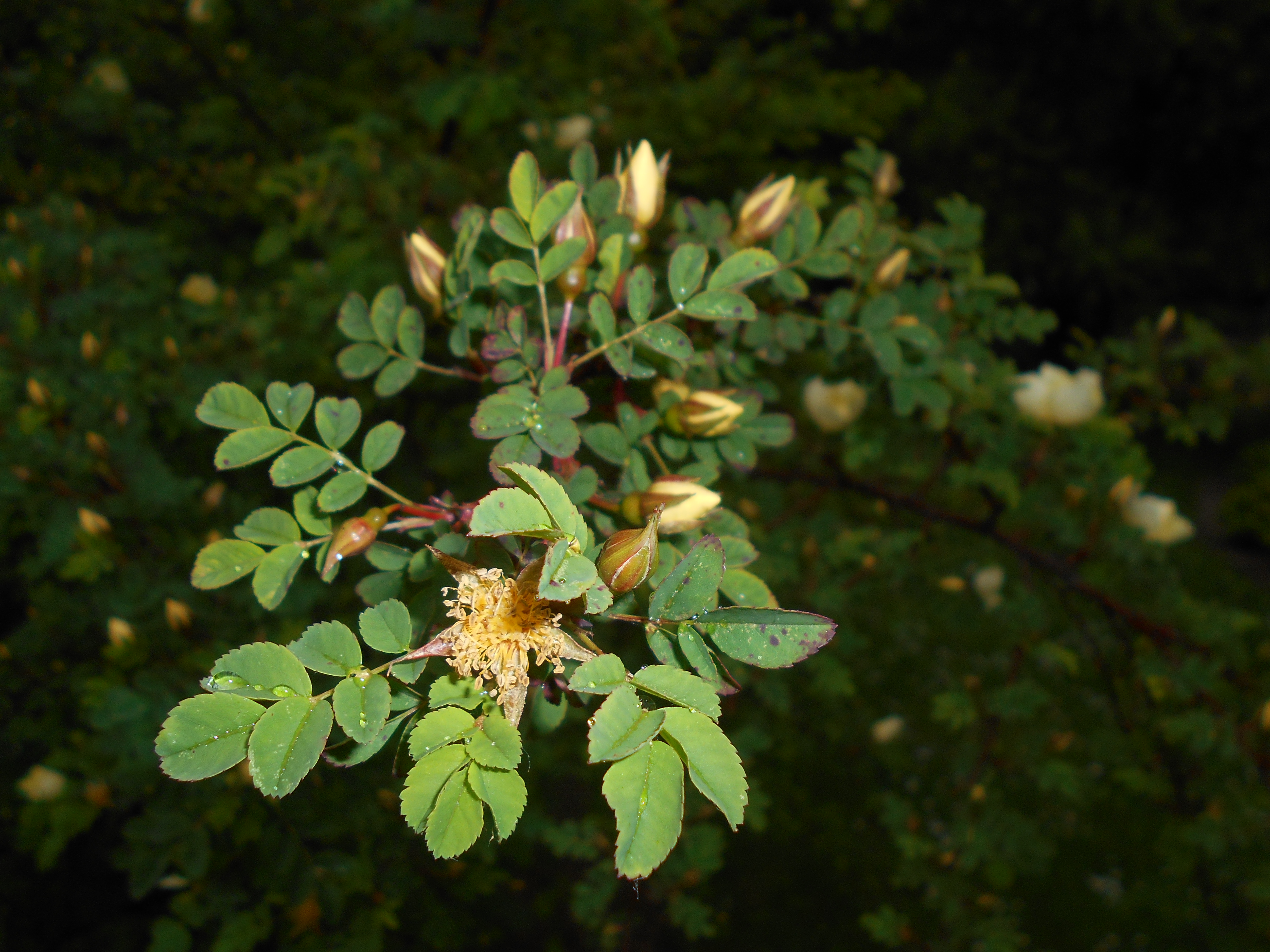
R. xanthina.
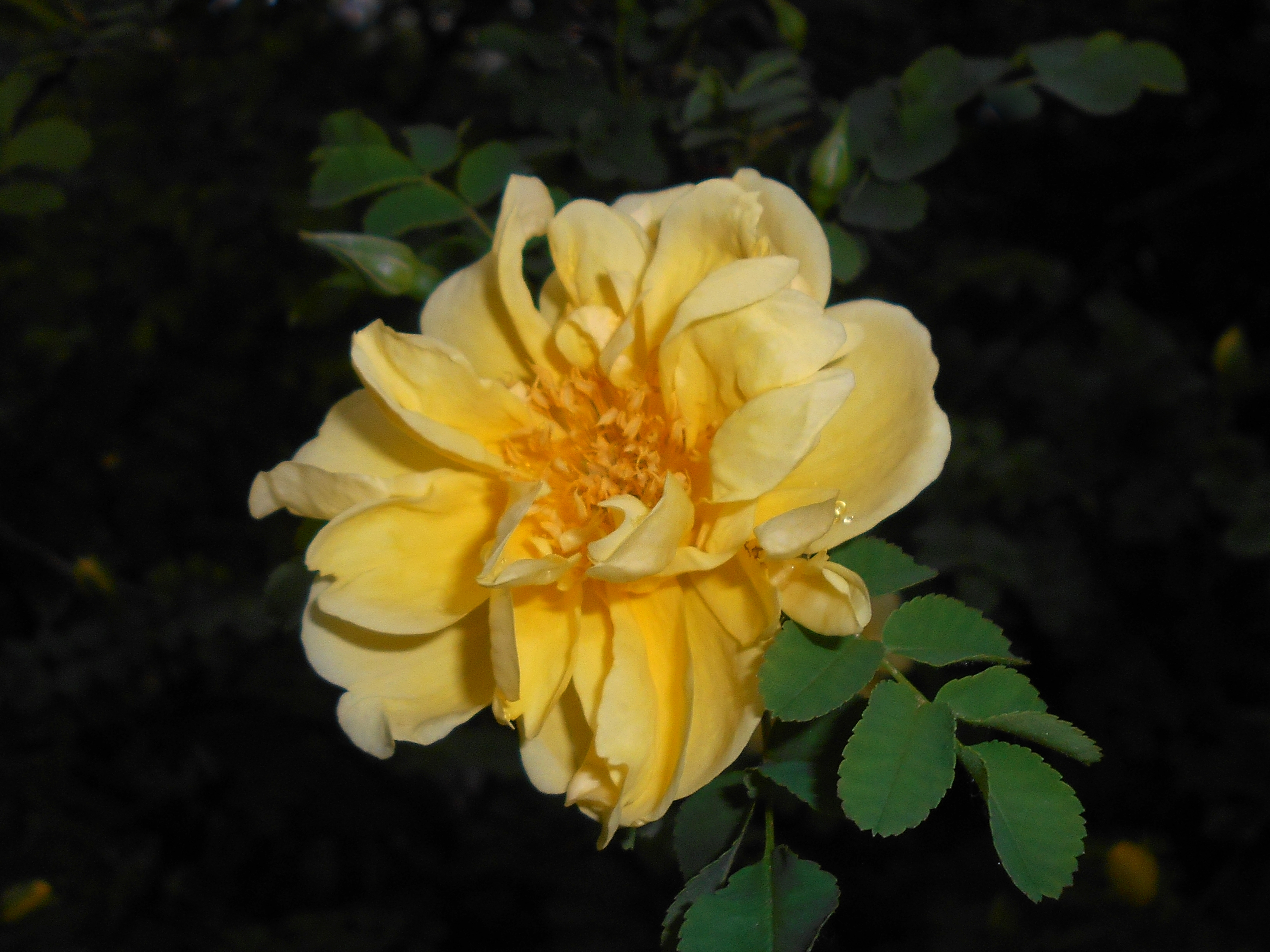
R. xanthina ‘Plena’.
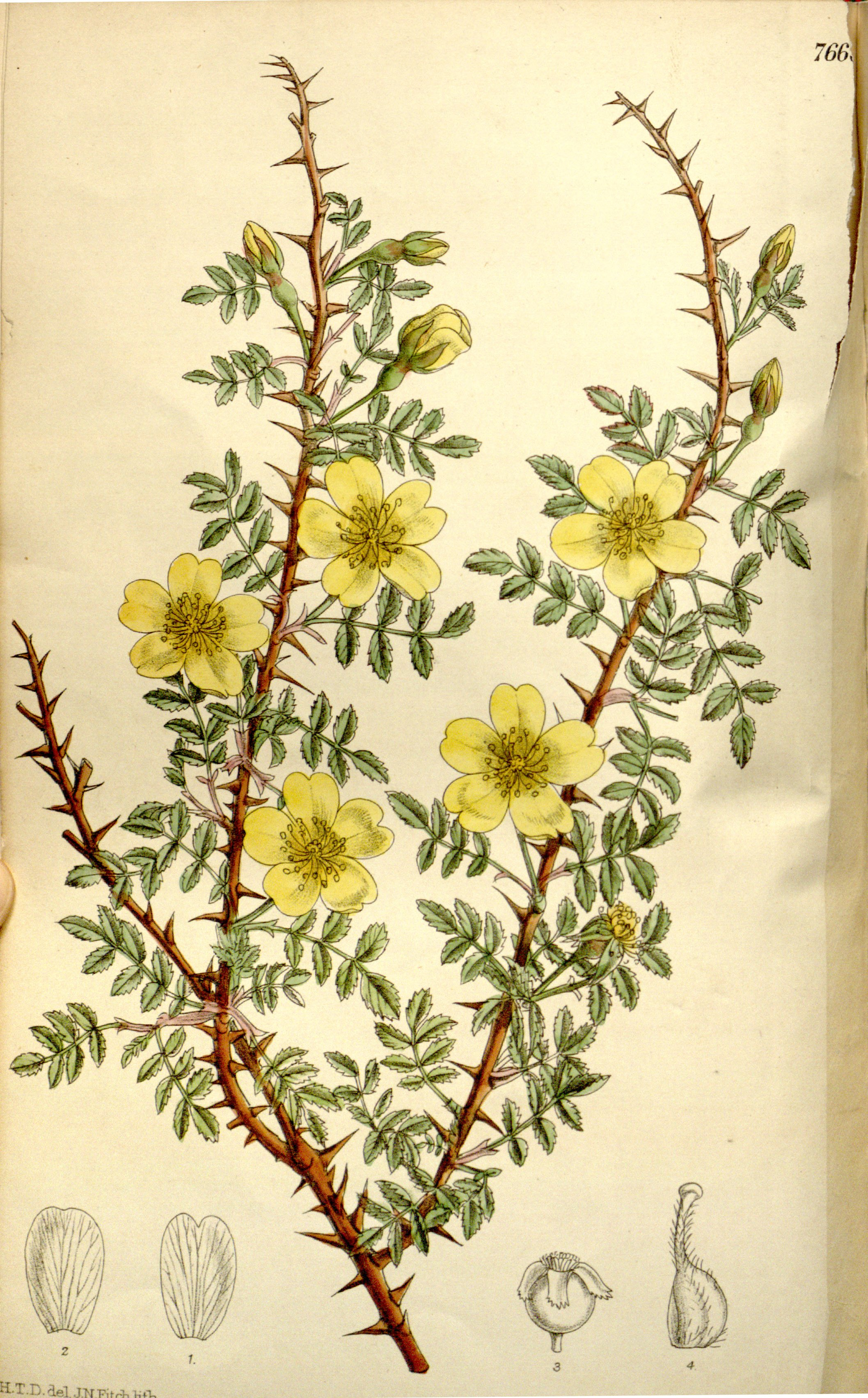
R. xanthina var. ecae.

## Synonymes
Selon The Plant List:

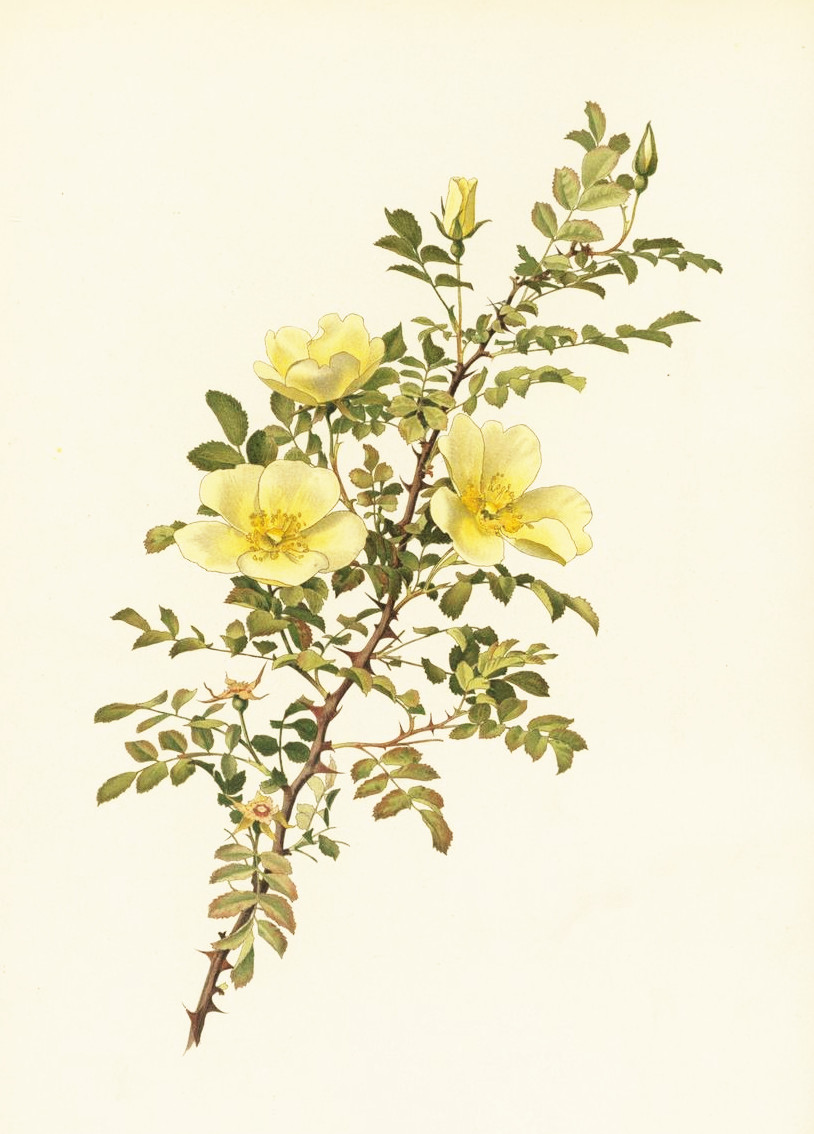
Rosa xanthina, aquarelle (1911).

- Rosa hugonis Hemsl. (parfois considéré comme une forme : Rosa xanthina f. hugonis)
- Rosa xanthinoides Nakai
- Rosa pimpinellifolia Bunge

## Description

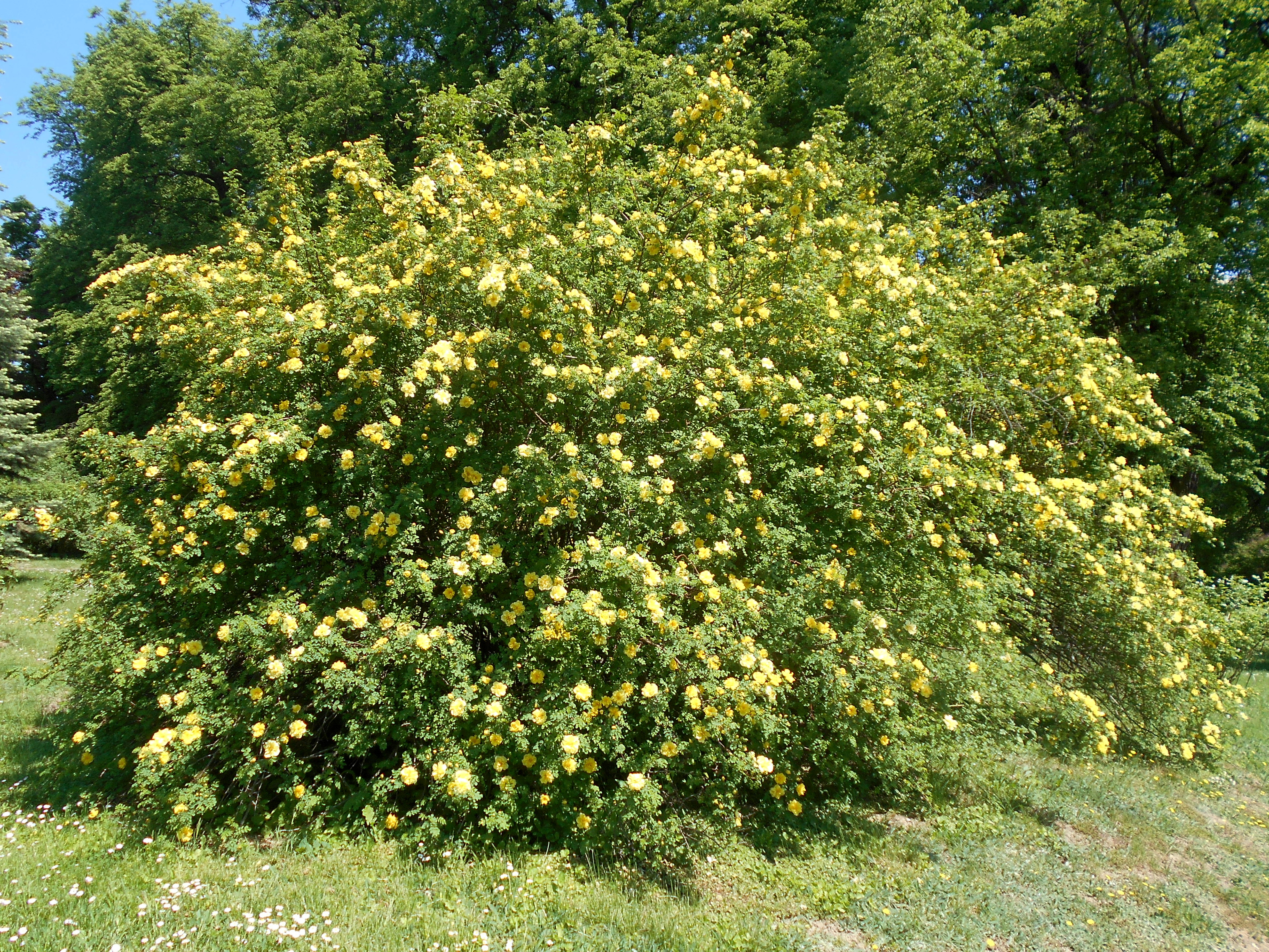
L'arbrisseau forme une boule dense.

Rosa xanthina est un buisson haut de 2–3 mètres, aux tiges munies d'aiguillons plats et droits, jusqu’à 1,2 cm, brusquement évasés en une base elliptique, à feuilles caduques.
Le feuillage, très léger, est constitué de feuilles composées imparipennées, à 5 à 13 petites folioles largement ovales ou suborbiculaires, de 6–18 mm de long sur 5–10 mm, marge crénelée ou obtusement dentelée
Les fleurs solitaires, simples, jaunes, de 3–5 cm, à 5 sépales lancéolés, à apex acuminé, à 5 pétales jaunes, largement obovales, à base largement cunéiforme, apex émarginé, à styles libres, beaucoup plus courts que les étamines.
Le fruit, un cynorhodon, est subglobuleux ou obovoïde, brun pourpre ou brun noir, de 8–10 mm de diamètre, surmonté des sépales desséchés, réfléchis.
La floraison a lieu en avril-juin et la fructification en juillet-août.

## Distribution et habitat
Cette espèce pousse en Chine (dans les provinces de Gansu, Hebei, Heilongjiang, Jilin, Liaoning, Nei Mongol, Shaanxi, Shandong, Shanxi), la Corée.
Il croît dans les broussailles, sur les pentes ouvertes.

## Culture et utilisation
Ce rosier est cultivé dans le nord et le nord-est de la Chine. Introduit en Europe et aux États-unis, il est disponible dans les jardineries.
Cette espèce proche du rosier sauvage européen,  Rosa pimpinellifolia, le rosier pimprenelle, est attrayante pour son feuillage aussi bien que sa multitude de fleurs simples. Il forme avec le temps un buisson en boule assez large si on lui laisse l’espace suffisant. Il est extrêmement florifère.

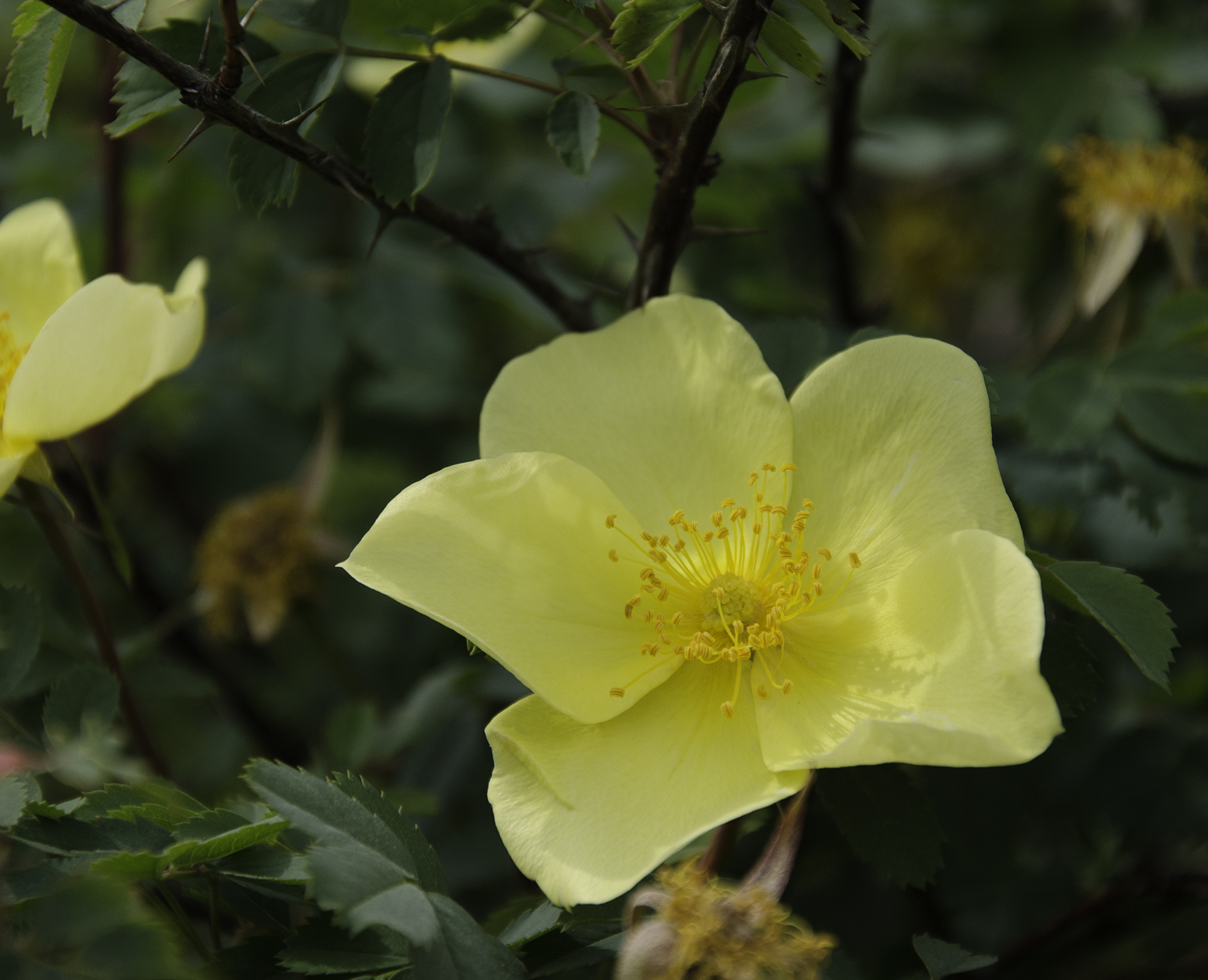
Fleur jaune simple de R. xanthina f. spontanea.
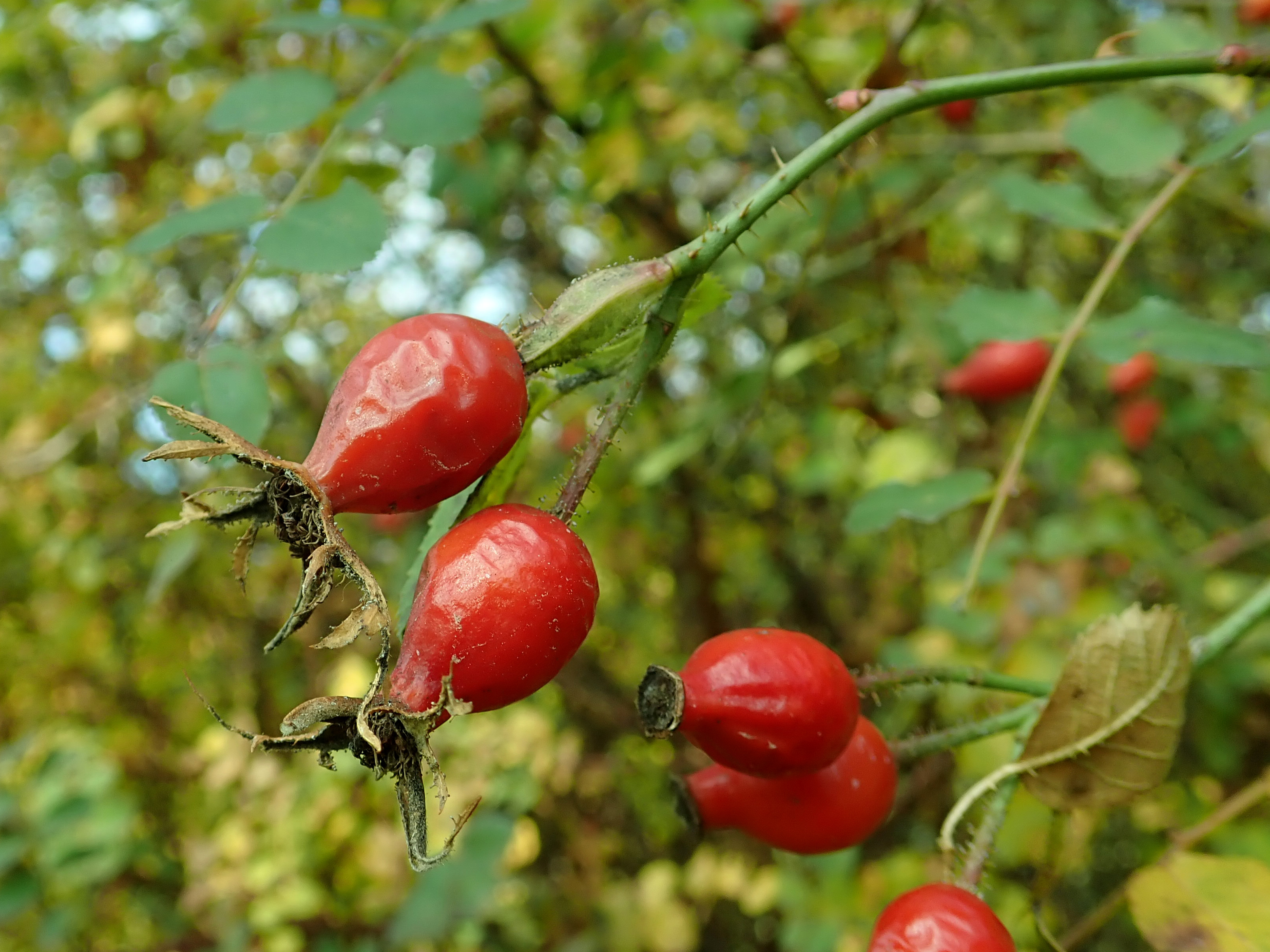
R. xanthina ‘Plena’ cynorhodon.
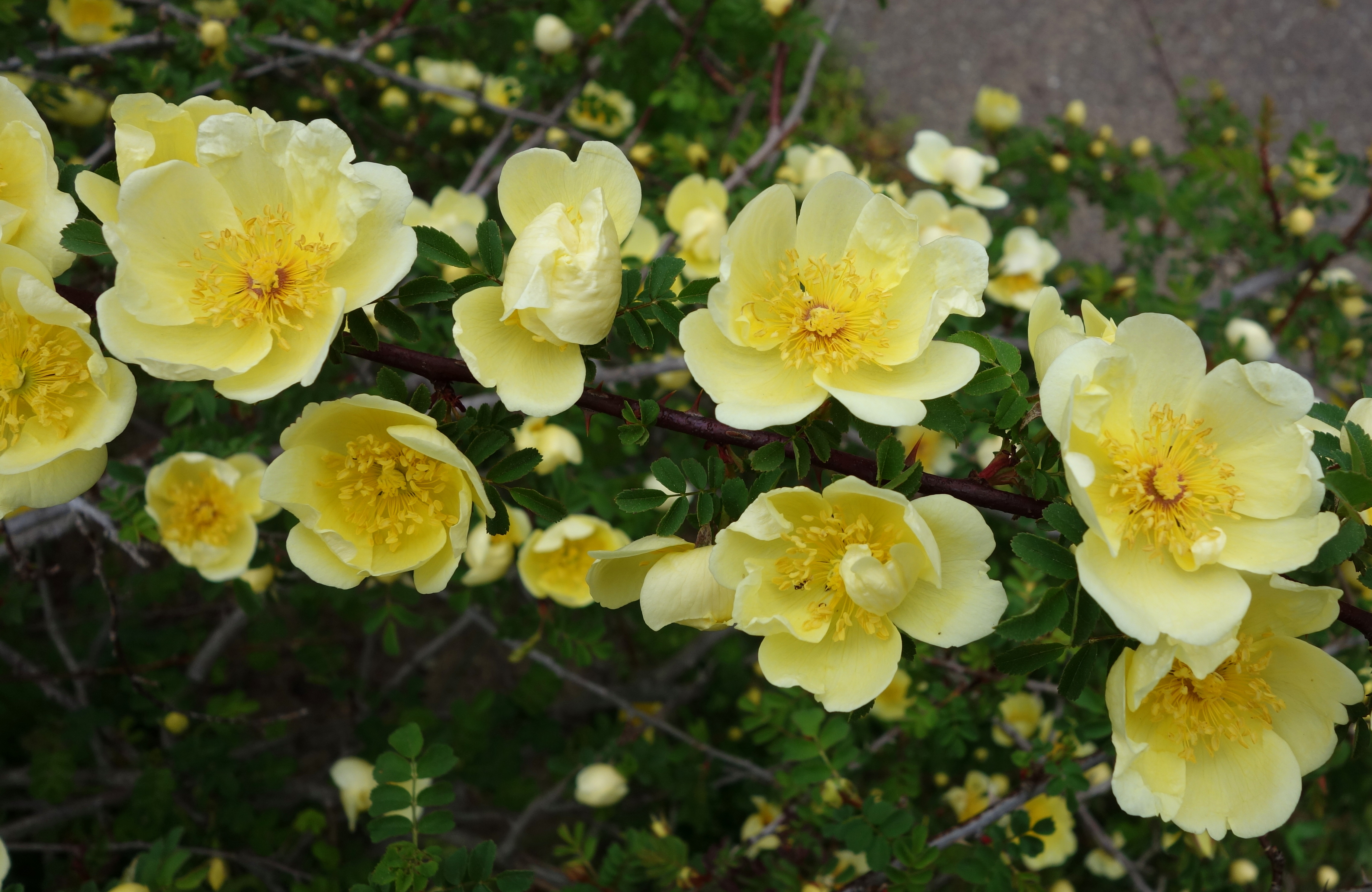
Spécimen botanique de l’Arboretum de Philadelphie.